# Indlad dig aldrig med Fremmede
Indlad dig aldrig med Fremmede er en amerikansk stumfilm fra 1917 af Colin Campbell.

## Medvirkende
- Fritzi Brunette som Bertha Gibson.
- Tom Santschi som John Mentor.
- Bessie Eyton som Madeleine.
- Edward Coxen som Harry Lyttle
- Jack Richardson som Otto Rusburg.